# 65697 Паулендрю
65697 Паулендрю (65697 Paulandrew) — астероїд головного поясу, відкритий 6 жовтня 1991 року.
Тіссеранів параметр щодо Юпітера — 3,381.